# Historic England
Historic England ist die staatliche Denkmalpflegebehörde Englands. Sie wurde zum 1. April 2015 unter diesem Namen konstituiert. 

## Profil und Aufgaben
Historic England entstand 1983 als Historic Buildings and Monuments Commission for England und war von 1984 bis 2015 Teil von English Heritage. Seither ist English Heritage nur noch für die Verwaltung der in Staatsbesitz befindlichen öffentlich zugänglichen Denkmäler und Stätten (genannt National Heritage Collection) zuständig, während Historic England Eigentümer dieser Stätten ist. Die Aufgabe von Historic England liegt in der Denkmalpflege von rund 500.000 unter Schutz gestellten Denkmälern und in der wissenschaftlichen Erfassung (Inventarisierung) der schützenswerten Denkmäler, für die die Royal Commission on the Historical Monuments of England als Teil von Historic England zuständig ist. Die unter Schutz gestellten Denkmäler werden in der Denkmalliste (National Heritage List for England) veröffentlicht. Der rechtliche Vorgang der Unterschutzstellung geschieht auf Antrag nach Empfehlung von Historic England durch den zuständigen Minister. Eine Baugenehmigung für ein denkmalgeschütztes Gebäude (listed building consent) wird nicht durch Historic England, sondern durch die örtliche Baubehörde (local planning authority) erteilt. Historic England berät durch seine Mitarbeiter, die Inspectors of Ancient Monuments, Behörden und Eigentümer fachlich und vergibt Zuschüsse. Es führt ein Verzeichnis gefährdeter Denkmale (Heritage at Risk). In der Government Historic Estates Unit betreut es die Denkmale im Eigentum des Staates. Neben den Zentralen in London und Swindon, wo das Archiv mitsamt der Photosammlung (Historic England Archive, ehem. National Monuments Record) betrieben wird, unterhält Historic England ein archäologisches Forschungszentrum in Portsmouth und neun regionale Büros. Es beauftragt eine große Zahl von Ausgrabungen, die im Kontext von Baumaßnahmen archäologische Stätten dokumentieren. Es führt Forschungsprojekte durch und veröffentlicht Richtlinien zur Denkmalpflege und wissenschaftliche Beiträge, unter anderem im Online-Magazin Historic England Research.

## Etat und Personal
Der im Wesentlichen vom Kulturministerium (Department for Culture, Media and Sport) getragene Etat lag im Haushaltsjahr 2015–16 bei 103 Millionen Pfund. Im Jahr 2015 vergab Historic England (bzw. seine Vorgängerorganisation English Heritage) insgesamt 19 Millionen Pfund an Zuschüssen für Denkmale, davon 13 Millionen Pfund für gefährdete Denkmale. Da English Heritage im Auftrag von Historic England die öffentlich zugänglichen Denkmale in Staatsbesitz (in care of the state) betreut, wird es von Historic England  bezuschusst, wenn es seinen Etat nicht aus eigenen Einnahmen ausgleichen kann. Stand 2016 hatte Historic England 953 Angestellte, die sich auf das Äquivalent von 790 Vollzeitstellen verteilten. Davon lagen 136 im Bereich „Wissenschaft“ (research), 78 im Bereich „Unterschutzstellung“ (listing), 291 im Bereich „Bauplanung“ (planning), 110 im Bereich „Kommunikation, Vermittlung, Öffentlichkeitsarbeit“ (engagement), 175 im Bereich „Verwaltung und technische Dienste“ (corporate and support services).

## Geschichte
Die wissenschaftliche Erfassung der historischen Denkmale in England begann im 19. Jahrhundert durch Initiative der regionalen und nationalen Historischen Vereine (Archaeological Societies) und einzelner Gelehrter. Dem Schutz dieser Denkmale widmeten sich Vereinigungen wie die Society for the Protection of Ancient Buildings. Sie setzten sich für eine staatliche Denkmalschutzgesetzgebung ein, was im Ancient Monuments Protection Act von 1882 resultierte, der allerdings nur archäologischer Stätten in geringer Zahl aufführte und ihren Schutz von der Zustimmung der Eigentümer abhängig machte. Als erster Inspector of Ancient Monuments wurde Augustus Pitt Rivers ernannt. Die mit dem Schutz beauftragten Beamten waren die staatlichen Baubeamten (Commissioners of Works). Sie konnten auch Denkmale für die öffentliche Hand erwerben, um sie zu schützen. Die Erfassung der schutzwürdigen Denkmale (Inventarisierung) lahmte allerdings, so dass 1908 die Royal Commission on the Historical Monuments of England zu diesem Zweck gegründet wurde. Sie veröffentlichte ab 1910 Denkmalinventare für die Grafschaften Englands, in denen alle Denkmale wissenschaftlich beschrieben werden sollten. Weitere Gesetze (Ancient Monuments Protection Acts) folgten in den Jahren 1900 und 1910 und gipfelten im Ancient Monuments Protection Act von 1913, der im Wesentlichen bis 1979 in Kraft blieb. Das Gesetz rief das Ancient Monuments Board als oberstes Regierungsgremium zu Denkmalschutzfragen ins Leben, das erstmals gewisse Kompetenzen erhielt, zum Schutz der Denkmale einzuschreiten. In diesem Kontext schuf man im staatliche Hochbauamt Office of Works 1912 eine Denkmalschutzbehörde (Ancient Monuments Branch / Ancient Monuments Inspectorate). Allerdings blieben bis heute die Denkmale in kirchlicher Nutzung von dieser staatlichen Überwachung ausgenommen (ecclesiastical exemption). Für die Beratung und Inventarisierung waren die Ancient Monuments Inspectors zuständig, während Instandhaltungsmaßnahmen durch Architekten des Office of Works (später: Ministry of Works, Staatsbauministerium), ausgeführt wurden. Die Gesetzgebung fokussierte lange auf archäologische Stätten, während sie gegenüber der Unterschutzstellung bewohnter Gebäude zurückhaltend blieb. Für diese Baudenkmale war der Town and Country Planning Act von 1932 (aktualisiert: 1944 und 1947, und als Planning (Listed Buildings and Conservation Areas) Act von 1990) und der Historic Buildings and Ancient Monuments Act (1953) entscheidend. Das neugeschaffene Ministerium für Städtebau und Landschaftsplanung (Ministry of Town & Country Planning), das später in Ministry of Housing (Wohnungsbauministerium) umbenannt wurde, baute daher 1946 im Angesicht der Kriegsschäden an Baudenkmalen ebenfalls eine Abteilung zum Denkmalschutz durch Historic Building Investigators unter einem Chief Inspector of Historic Buildings auf. Die neue Gesetzgebung etablierte ab 1944 das Verfahren der förmlichen Unterschutzstellung (listing) und die daraus resultierenden Anforderungen an Baugenehmigungen. 1970 fusionierten beide Ministerien (Housing und Works) zum Department of the Environment, in dem die Denkmalpflege im Directorate of Ancient Monuments and Historic Buildings unter der Leitung des Chief Inspector of Ancient Monuments organisiert war. 1979 wurde im Ancient Monuments and Archaeological Areas Act die Gesetzgebung aktualisiert. 
Nachdem der Abriss eines Art-déco-Gebäudes in London 1980 Schwächen des Denkmalschutzes offenbart hatte, reorganisierte 1983 Michael Heseltine als Minister of the Environment im Nationale Heritage Act die staatliche Denkmalpflege. Die Historic Buildings and Monuments Commission löste nun das Ancient Monuments Board ab und fungierte mit dem Personal des bisherigen Directorate of Ancient Monuments and Historic Buildings seit 1984 unter dem Namen English Heritage. Das Historic Buildings Council, das seit 1953 (Historic Buildings and Ancient Monuments Act) den Minister beriet und Fördermaßnahmen beurteilte, ging ebenfalls im neuen Gremium auf. Die Umwandlung von einer Abteilung des Ministeriums zu einer selbständigen Agentur (quasi-autonomous non-governmental body, Kurzwort Quango) entsprach der Auffassung der Thatcher-Regierung, Staatsbehörden seien ineffizient und durch an der Privatwirtschaft orientierte regierungsunabhängige Organisationen zu ersetzen. Das spiegelte sich auch in Ablösung des langatmigen Behördentitels durch das griffige English Heritage, mit dem der kulturpolitisch gefärbte Begriff des Heritage für das „nationale Kulturerbe“ ältere Bezeichnungen wie Ancient Monuments zu verdrängen begann. 1997 ging die Zuständigkeit an das Kulturministerium über. 1999 wurde auch die Royal Commission on the Historical Monuments of England in English Heritage integriert. Im selben Jahr wurde dem Forschungszentrum in Portsmouth, entstanden als Central Archaeology Service, das 1950 in London etablierte Ancient Monuments Laboratory angeschlossen. Seither fungierte es als Centre for Archaeology. Ein Mittel zum Schutz bedeutender Denkmale blieb in der englischen Denkmalschutz-Philosophie stets der Erwerb durch den Staat, um eine National Collection (Stand 2015: rund 880 Objekte) zu schaffen. Die In-Wert-Setzung dieser staatlichen Denkmale durch Zugänglichmachung und Öffentlichkeitsarbeit ließ es geeignet erscheinen, ihr Management vom Eigentum an ihnen und von der sonstigen Tätigkeit der Denkmalschutzbehörden abzukoppeln. Daher wurde Historic England für letztere Funktionen etabliert.